# الإتحاد الإفريقي للجودو
الاتحاد الإفريقي للجودو، بالإنجليزي African Judo Union (AJU) هي المنظمة الإفريقية الرئيسية المعترف بها من قبل الفيدرالية الدولية للجودو واللجنة الأولمبية الدولية لرياضة لالجودو، و تنظم أكبر التجمعات الإفريقية للرياضة. و قد تأسست الفيدرالية عام 1961.